# Association Papaye International
 (juillet 2022).
L’association Papaye International, anciennement Papaye France, est une association à but non lucratif créée en 2001 et engagée dans la sauvegarde des chimpanzés, la lutte contre le braconnage et la déforestation au Cameroun.

## Historique
L'association a été créée en 2001 sous le nom de Papaye France Le nom Papaye fait référence et rend hommage à une femelle chimpanzé devenue orpheline à la suite du braconnage de son groupe à la fin des années 1990. 
En 2017, Marylin Pons-Riffet reprend la présidence de l'association .

## Situation géographique
Le sanctuaire se situe sur les bords de la rivière Sanaga dans le département de la Sanaga-Maritime, au cœur même du Parc national de Douala-Edéa sur la côte Ouest du Cameroun. Edéa (chef-lieu de département), se situe à 2 heures de piste, Douala à 4 heures de piste/route et Yaoundé la capitale à 6 h de piste/route. 

## Missions et objectifs
Les missions de l'association s’articulent autour de trois axes complémentaires que sont l'accueil et le soin aux jeunes chimpanzés victimes du braconnage, du trafic et de la déforestation, de la réhabilitation de ces derniers dans des milieux adaptés à leurs besoins et la sensibilisation des populations locales sur la préservation de la biodiversité.

## Dates clés
- 2005 : Octroi de l’île de Pongo au coeur de la réserve de Douala Edéa par le Ministère de la Faune et des Forêts et réhabilitation du premier groupe de chimpanzés.
- 2010 : Octroi d’une seconde île, Yakonzo et réhabilitation du second groupe de chimpanzés
- 2019 : Le Ministère des Forêts et de la Faune (Minfof) octroie à l’association une troisième île (Yatou), permettant le relâché sécurisé d’un groupe de 4 chimpanzés le 19 mars de cette même année.
- 2023 : Un relâché de 2 chimpanzés mâles a été effectué le 23 septembre 2023 sur l'île de Yatou.